# England Is Mine
England Is Mine (engl. für „England gehört mir“) ist eine Filmbiografie von Mark Gill über den  britischen Sänger Morrissey, die als Abschlussfilm des Edinburgh International Film Festivals 2017 ihre Weltpremiere feierte.

## Handlung
Steven Patrick Morrissey, der Sohn irisch-katholischer Einwanderer der Arbeiterklasse, lebt in den 1970er Jahren mit seiner Familie in Manchester. Schon immer war er anders, als seine männlichen Altersgenossen, denn die Musik, die er hört, ist gar nicht Mainstream und würde höchstens seiner Mutter Elizabeth gefallen. Steven träumt von einer Musikkarriere, schreibt selbst Liedtexte und hat schon mehrere Briefe an den New Musical Express geschickt. Seine Freizeit verbringt er am liebsten mit der Kunststudentin Linder Sterling, mit der er manchmal die Gig-Szene besucht. Sie ermutigt ihn, seine Ziele nicht aufzugeben. Als er den ebenfalls noch jungen Gitarristen Johnny Marr kennenlernt, schreiben sie gemeinsam einen Song, der ihre Gefühle über ihr Leben und über ihr Land zum Ausdruck bringt.

## Biografischer Hintergrund
Der Film beschäftigt sich mit Morrissey in jüngeren Jahren. Bekannt wurde der britische Sänger später vor allem durch kontroversen Texte und provokanten öffentlichen Äußerungen. Der Film beleuchtet hingegen einen von der Öffentlichkeit nur wenig wahrgenommenen Abschnitt seines Lebens, auf den er sich allerdings immer wieder in seinen Texten bezog. Die Jugend des Sängers war von Depression und Frustration geprägt. Steven hatte kaum Freunde, nahm Antidepressiva und Schlafmittel und verließ selten sein abgedunkeltes Schlafzimmer, in dem er oft tagelang an seiner Schreibmaschine saß. Zwar hatte er ein oder zwei kleinere Jobs, gab diese aber nach kurzer Zeit wieder auf.

## Produktion

### Stab und Filmtitel
Regie führte Mark Gill, der gemeinsam mit William Thacker auch das Drehbuch zum Film schrieb. Es handelt sich um Gills Spielfilmdebüt. Der Film wurde unter dem Arbeitstitel Steven gedreht. England Is Mine, der letztliche Titel des Films, wurde von dem Song Still Ill von der Gruppe The Smiths inspiriert, in dem es heißt: „England is mine, and it owes me a living. Ask me why and I’ll spit in your eye“ (engl. für „England gehört mir, es schuldet mir ein Leben. Frage mich warum, und ich werde dir ins Auge spucken“). Der Song wurde von Morrissey und Johnny Marr geschrieben und bringt ihre Ambitionen und Frustrationen zum Ausdruck.

### Besetzung und Dreharbeiten
Der zum Zeitpunkt der Dreharbeiten 26-jährige britische Schauspieler Jack Lowden übernahm im Film die Hauptrolle von Steven Patrick Morrissey. Jodie Comer spielt Christine. Jessica Brown Findlay spielt die britische Musikerin Linder Sterling, Katherine Pearce übernahm die Rolle von Anji Hardie, und Simone Kirby spielt Stevens Mutter Elizabeth Morrissey. Der Gitarrist Johnny Marr, den Steven 1982 kennenlernte und mit dem er später gemeinsam den Song Still Ill schrieb, der dem Film seinen Namen gab, wird von Laurie Kynaston gespielt, der spätere Gitarrist der Band The Cult Billy Duffy von Adam Lawrence. Finney Cassidy übernahm die Rolle von Darren und Marc Graham die von Gordon.
Die Dreharbeiten wurden im April 2016 in Stretford in Greater Manchester begonnen, unweit der Gegend, in der Morrissey aufwuchs, wo man unter anderem in der Kings Road drehte.

### Veröffentlichung
England Is Mine feierte am 2. Juli 2017 als Abschlussfilm des Edinburgh International Film Festivals seine Weltpremiere. Kurz zuvor war ein erster Trailer zum Film veröffentlicht worden. Am 4. August 2017 kam der Film in die Kinos im Vereinigten Königreich und in Irland.

## Rezeption

### Kritiken
Die Kritiken fielen gemischt aus.
Alison Rowat von The Herald meint, mit einer 70er-Jahre-Nostalgie zeige Mark Gill den Sänger in jungen Jahren. Morrissey  könne mit der Wahl von Jack Lowden zufrieden sein, der ihn im Film spielt, so Rowat. Es dauere aber zu lange, bis Gill im Film ein paar wirklich nette Ideen präsentiert, und er verschwende zu viel Zeit mit einzelnen Beobachtungen, so die von Morrissey als depressivem Menschen, was für den Zuschauer ebenfalls deprimierend sei. Ab dem Ende des Films, das den Beginn der Zusammenarbeit von Morrissey und Johnny Marr darstellt, werden die Fans seine Geschichte kennen, was ein ordentliches Ende sei, so Rowat.

### Auszeichnungen
Der Film wurde im Oktober 2017 in die Longlist für den Douglas Hickox Award bei der Verleihung der British Independent Film Awards aufgenommen. Baldwin Li wurde zudem als bester Nachwuchsproduzent und Adam Lawrence als vielversprechendster Newcomer in die Longlist aufgenommen.  Die folgende Auflistung enthält eine Auswahl der bekanntesten Preisverleihungen.
Edinburgh International Film Festival 2017
- Nominierung als Bester britischer Spielfilm für den Michael Powell Award